# 篮板

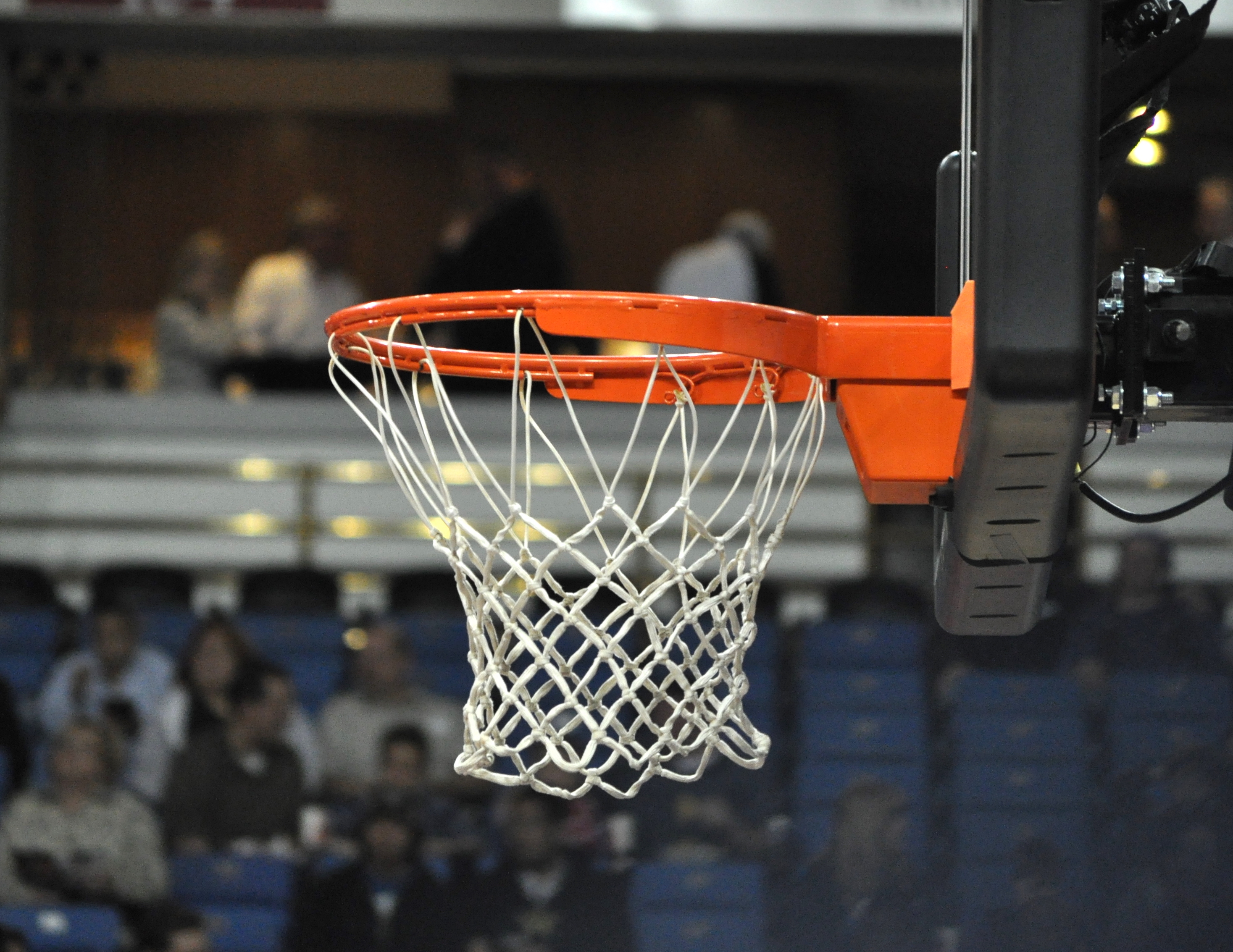
有篮板、篮筐及篮網的篮球架

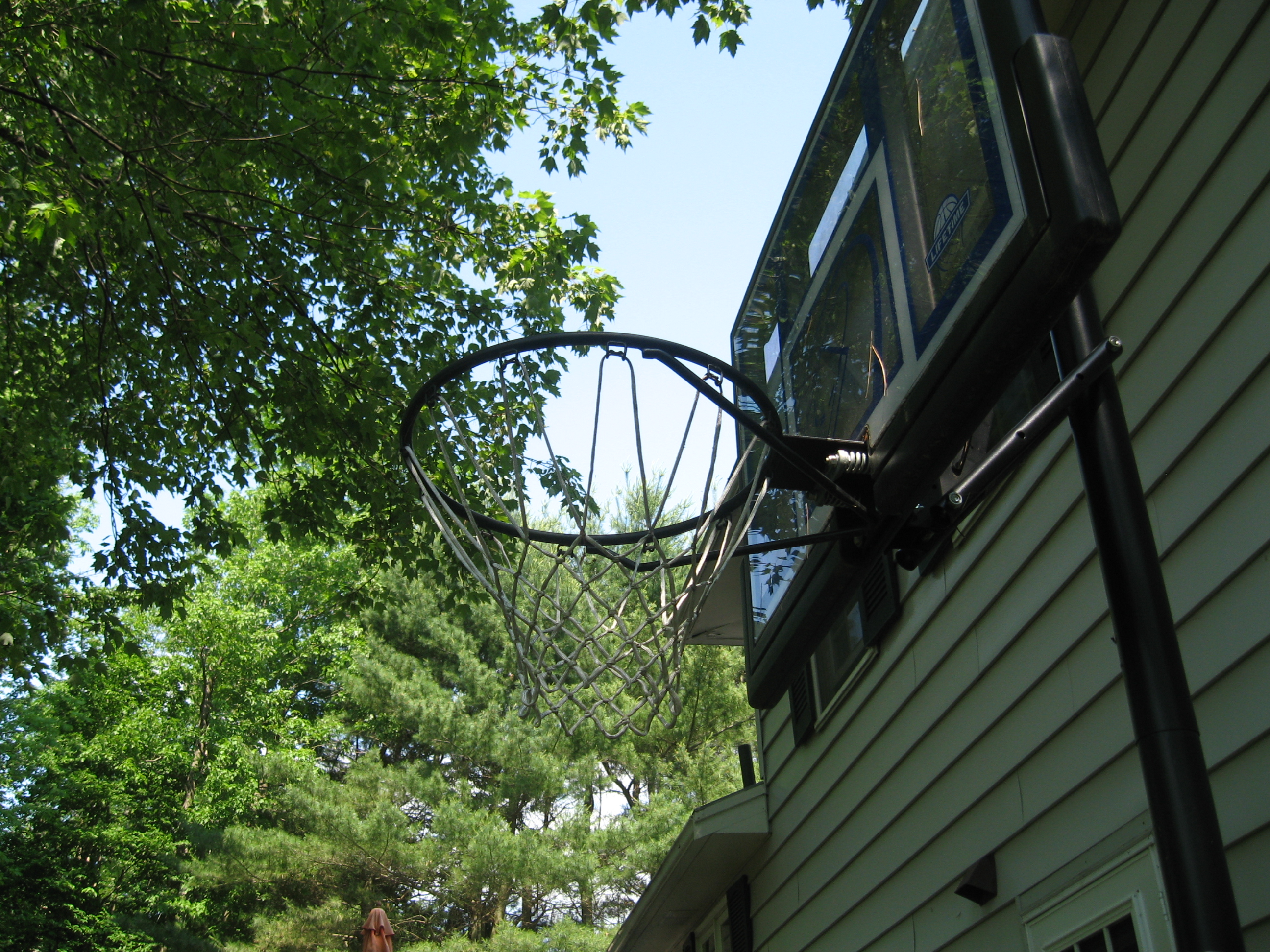
院子裡常見的篮筐及篮板

篮板是籃球設備中的一種，是一片直立的板子，在其下方有篮筐及篮網，是用平的、硬質材質（例如木板、聚甲基丙烯酸甲酯）製作，在NBA、NCAA正式比賽中的篮板多半是長方形，但也有些非正式比賽會用卵形或是扇子的篮板。
現在大部份專業比賽的篮板是用玻璃或是其他透明材質製作，以避免影響篮板的觀眾觀看球賽，不過一些專業比賽的篮板是不透明的，類似路上的告示牌。
篮筐裝在篮板的下方，但兩者之間透過鉸鏈等可撓的裝置連接，因此投籃或是灌籃的撞擊可以由此裝置吸收，讓篮筐再回到水平位置。
篮筐的頂點距地面305公分（10英尺）高，標準的篮板183公分（6英尺）寬、106.7公分（42英寸）高，籃筐直徑46公分（18英寸），籃板於篮筐上方位置有一長方形，寬61公分（24英寸），高46公分（18英寸）。
第一個玻璃篮板是在1917年時印第安納州印第安納男籃在印地安那大学伯明顿分校的男子育體育館比賽中使用的，當時用新的場地舉行了幾場比賽，有些觀眾反應視線被木製的篮板擋住，看不到球賽。因此布卢明顿的Nurre鏡板公司製作了新的篮板，用1.5英寸的玻璃製作，因此不會擋住觀眾的視線，這也是美國第一次用過玻璃篮板

## 場合
篮板會出現在像公園、後院等場地，不過有時也會出現只有篮板、沒有篮框的情形。

## 另見
- 籃板球